# Henrik Haapala
Henrik Haapala (ur. 28 lutego 1994 w Lempäälä) – fiński hokeista, reprezentant Finlandii.

## Kariera
- Tappara U16 (2008–2010)
- Tappara U17 (2010–2011)
- Tappara U18 (2010–2011)
- Tappara U20 (2010–2014)
- Tappara (2012–2017)
- Florida Panthers (2017)
- Springfield Thunderbirds (2017–2018)
- Tappara (2018)
- HC Lugano (2018–2019)
- Jokerit (2019–2022)
- Ilves (2022-)

Wychowanek klubu LeKi. Karierę rozwijał w klubie Tappara z Tampere, wpierw w zespołach juniorskich, a potem w drużynie seniorskiej w rozgrywkach Liiga. Przedłużał kontrakt z klubem w kwietniu 2013 o dwa lata, w lutym 2015 o dwa lata, w maju 2016 o trzy lata. 1 czerwca 2017 ogłoszono podpisanie przez niego kontraktu wstępującego do NHL z klubem Florida Panthers. W jego barwach w sezonie NHL (2017/2018) rozegrał pięć spotkań na przełomie listopada i grudnia 2017 (zaliczył w nich jedną asystę), a poza tym występował w zespole farmerskim, Springfield Thunderbirds, w lidze AHL. W lutym 2018 został wypożyczony do Tappara. W październiku 2018 został wypożyczony do szwajcarskiej drużyny HC Lugano. W maju 2019 podpisał dwuletni kontrakt z fińskim klubem Jokerit, występującym w rosyjskich rozgrywkach KHL. W styczniu 2021 przedłużył kontrakt o dwa lata. Po wycofaniu się Jokeritu z KHL w sezonie 2021/2022 pod koniec lutego 2022 został graczem Ilves.
Był kadrowiczem reprezentacji kraju do lat 17, do lat 18, do lat 19, do lat 20. Uczestniczył w turniejach mistrzostw świata juniorów do lat 18 edycji 2012, mistrzostw świata juniorów do lat 20 edycji 2014. Potem podjął występy w barwach reprezentacji seniorskiej.

## Sukcesy
Reprezentacyjne
- Złoty medal mistrzostw świata juniorów do lat 20: 2014

Klubowe
- Brązowy medal U16 SM-sarja: 2010 z Tappara U16
- Złoty medal U17 SM-sarja: 2017 z Tappara U17
- Srebrny medal mistrzostw Finlandii: 2014, 2015, 2018 z Tappara
- Złoty medal mistrzostw Finlandii: 2016, 2017 z Tappara

Indywidualne
- Mistrzostwa świata do lat 18 w hokeju na lodzie mężczyzn 2012/Elita:
  - Szesnaste miejsce w klasyfikacji strzelców turnieju: 4 gole[10]
  - Szóste miejsce w klasyfikacji strzelców turnieju: 6 asyst[11]
  - Trzecie miejsce w klasyfikacji kanadyjskiej turnieju: 10 punktów[12]
  - Jeden z trzech najlepszych zawodników reprezentacji na turnieju[13]
- Liiga (2015/2016):
  - 26 kwietnia 2016 zdobywca gola przesądzającego o mistrzostwie, w szóstym meczu finałów meczu Tappara – HIFK (2:1, czas gry 10:58)[14].
- Liiga (2016/2017):
  - Najlepszy zawodnik miesiąca – październik 2016
  - Pierwsze miejsce w klasyfikacji asystentów w sezonie zasadniczym: 45 asyst[15]
  - Pierwsze miejsce w klasyfikacji kanadyjskiej w sezonie zasadniczym: 60 punktów[16] (Trofeum Veliego-Pekki Ketoli)
  - Czwarte miejsce w klasyfikacji asystentów w fazie play-off: 7 asyst[17]
  - Skład gwiazd sezonu